# FCオーシュ・ジェール
フットボール・クラブ・オーシュ・ジェール（仏: Football Club Auch Gers）は、かつてフランスのジェール県オーシュに存在したラグビーユニオンクラブである。

## 歴史
1891年創設。
2017年、破産してリーグから脱退。

## タイトル
- フランス選手権2部リーグ（現・プロD2）
  - 優勝 2回（2004, 2007）